# Фридрих II фон Йотинген
Фридрих II фон Йотинген (на немски: Friedrich II (III), Gf von Oettingen; * ок. 1296 в Йотинген; † 4/14 октомври 1357) е граф на Йотинген в Швабия, Бавария и ландграф в Долен Елзас.
Той е син на граф Фридрих I фон Йотинген († 1311/1313) и съпругата му Елизабет фон Дорнберг († 1309/1311), дъщеря на фогт Волфрам IV фон Дорнберг († 1288) и Рихенза фон Ортенберг († 1309).
Брат е на Конрад VI († сл. 1319), граф Лудвиг VIII фон Йотинген († 1378), ландграф в Елзас, и на Мария († 1369), омъжена 1309 г. за граф Рудолф III фон Хабсбург-Лауфенбург († 1315), 1315/1316 г. за граф Вернер II фон Фробург († 1320) и 1326 г. за маркграф Рудолф IV фон Баден († 1348).
Фридрих II фон Йотинген умира на 4/14 октомври 1357 г. и е погребан в Кирххайм.

## Фамилия
Фридрих II фон Йотинген се жени пр. 1317 г. за Аделхайд фон Верд (* ок. 1306; † 22 януари 1387), наследничка на Верд, дъщеря на Улрих фон Верд, ландграф на Елзас († 1344) и Сузана фон Лихтенберг († сл. 1317).
 Те имат един син:
- Лудвиг XI фон Йотинген († 1370), граф на Йотинген, женен пр. 25 май 1337/22 април 1351 г. за графиня Имагина фон Шауенбург (* ок. 1336; † 5 ноември 1377), дъщеря на граф Хайнрих V фон Шаунберг († 1353/1357) и Анна фон Труендинген († 1331/1337)